# Valley Victory
Valley Victory, född 1986 på Valley High Stable i New Jersey, död 4 mars 2011, var en amerikansk varmblodig travhäst. Han tränades av Steve Elliott och kördes av Bill O'Donnell.
Valley Victory tävlade åren 1988–1989 och sprang in 485 307 dollar på 14 starter varav 11 segrar och 1 andraplats. Han tog karriärens största segrar i Breeders Crown 2YO Colt & Gelding Trot (1988) och Yonkers Trot (1989).
Efter tävlingskarriären var han framgångsrik som avelshingst. Han anses vara en av 1990-talets viktigaste avelshingstar. Han lämnade efter sig stjärnor som Victory Dream (1991), Bullville Victory (1991), Lockout Victory (1992), Donerail (1992), Lindy Lane (1993), General November (1993), Yankee Glide (1994), Muscles Yankee (1995), San Pellegrino (1996) och Marita's Victory (1997).
År 2001 valdes han in i Travsportens Hall of Fame i Nordamerika.
Han avlivades den 4 mars 2011 efter njurproblem. Han är begravd på Walnut Hall Horse Cemetery i Lexington i Kentucky.